# جان نولان
جان نولان (انگلیسی: John Nolan؛ زادهٔ ۲۲ مهٔ ۱۹۳۸) هنرپیشه اهل بریتانیا است. از فیلم‌هایی که وی در آن نقش داشته است، می‌توان به دهان‌گشاد و تعقیب اشاره کرد.
او همچنین در سریال تلویزیونی مظنون ساخته جاناتان نولان در نقش جان گریر ایفای نقش کرده است.

## زندگی خصوصی
جان نولان در لندن زاده شد و کیم هارتمن از سال ۱۹۷۵ همسر او بوده است. او دو پسر و یک دختر دارد. او عموی کریستوفر و جاناتان نولان است.